# Allez Champignac !
Allez Champignac ! est la quatre-vingtième histoire de la série Spirou et Fantasio par Nic Broca. Elle est publiée pour la première fois dans le hors-série du Journal de Spirou intitulé Spirou festival !, sorti le 15 juin 1981.

## Univers

### Synopsis
L'équipe de football de Champignac joue la finale du trophée "Toutemplastic" contre l'équipe de la ville de Bitumébéton. Le Comte de Champignac est l'entraîneur de l'équipe de son village, mais demande à ses amis Spirou et Fantasio de lui apporter de l'aide afin de rendre l'équipe la plus compétitive possible. Nos héros se retrouvent face à un sabotage de leurs séances d'entraînement, et commencent à enquêter dans ville de Bitumébéton, leur adversaire, qui appartient pour moitié à l'entrepreneur véreux Dégling.

### Personnages
En plus des personnages principaux de la série (Spirou, Fantasio et Spip), tous les habitants de Champignac-en-Cambrousse sont présents : le Comte de Champignac, Gustave Labarbe, le maire du village, ainsi que MM. Dupilon, Duplumier et Eugêne l'épicier.
La ville de Bitumébéton fait ici son unique apparition dans l'univers de Spirou et Fantasio. Les seuls habitants de la ville qui sont nommés sont le maire de la ville, l'homme d'affaires Dégling, ainsi que Léon, un ami journaliste de Fantasio qui travaille pour Télé Moustique, un groupe de médias local.

## Historique
Cette histoire est la deuxième aventure de Spirou et Fantasio dessinée par Nic, après Le Fantacoptère solaire. Aucun nom de scénariste n'est indiqué, mais Alain De Kuyssche, le rédacteur en chef de Spirou de l'époque affirme en être l'auteur.

## Publication

### Revues
Cette histoire a été publiée dans le hors-série du Journal de Spirou intitulé Spirou festival !, sorti le 15 juin 1981.

### Album
Il a fallu attendre trente-et-un ans avant de retrouver cette histoire publiée dans un album. Elle a été publiée le 24 février 2012 dans le tome 12 de l'intégrale de Spirou et Fantasio, consacré aux travaux du duo Nic et Cauvin.